# مارلين ساي
مارلين ساي (بالإنجليزية: Marlene Sai)‏ هي سيدة أعمال ومغنية وممثلة أمريكية، ولدت في 14 ديسمبر 1941 في هونولولو في الولايات المتحدة.

## وصلات خارجية
- مارلين ساي على موقع IMDb (الإنجليزية)
- مارلين ساي على موقع ديسكوغز (الإنجليزية)